# Richard Zeithaml
Richard Zeithaml (28. května 1916 – ???) byl český a československý politik Komunistické strany Československa a poúnorový poslanec Národního shromáždění ČSSR, Sněmovny lidu Federálního shromáždění a České národní rady.

## Biografie
K roku 1968 se zmiňuje coby zámečník z volebního obvodu Jinonice, Radlice, Košíře, Smíchov-hl. m. Praha.
Ve volbách roku 1964 byl zvolen za KSČ do Národního shromáždění ČSSR za hlavní město Praha. V Národním shromáždění zasedal až do konce volebního období parlamentu v roce 1968.
Po federalizaci Československa usedl roku 1969 do Sněmovny lidu Federálního shromáždění (volební obvod Praha 5-Smíchov, Motol, Košíře), kde setrval do konce volebního období parlamentu, tedy do voleb roku 1971. Ve stejném volebním období zasedal i v České národní radě, v níž mandát obhájil ve volbách roku 1971.